# Holmium(III)-chlorid
Holmium(III)-chlorid ist eine chemische Verbindung aus der Gruppe der Chloride.

## Gewinnung und Darstellung
Holmium(III)-chlorid kann durch Reaktion von Holmium(III)-oxid und Ammoniumchlorid bei 200–250 °C gewonnen werden.
{\displaystyle \mathrm {Ho_{2}O_{3}+6\ NH_{4}Cl\longrightarrow 2\ HoCl_{3}+6\ NH_{3}+2\ H_{2}O} }
Das Hexahydrat entsteht durch Reaktion von Holmium mit Salzsäure. Durch Reaktion mit Thionylchlorid kann dieses zur Anhydratform umgesetzt werden.
{\displaystyle \mathrm {2\ Ho+6\ HCl\longrightarrow 2\ HoCl_{3}+3\ H_{2}} }
Holmium(III)-chlorid kann auch direkt aus den Elementen Holmium und Chlor synthetisiert werden.
{\displaystyle \mathrm {2\ Ho+3\ Cl_{2}\longrightarrow 2\ HoCl_{3}} }

## Eigenschaften
Holmium(III)-chlorid und sein Hexahydrat sind bei Tageslicht hellgelbe Feststoffe, die löslich in Wasser sind. Das Hexahydrat beginnt bei 64 °C Kristallwasser abzugeben. Holmium(III)-chlorid besitzt eine monokline Kristallstruktur entsprechend der von Aluminium(III)-chlorid.

## Verwendung
Holmium(III)-chlorid wird zur Herstellung von reinem Holmium verwendet.